# おしどり (伝説)

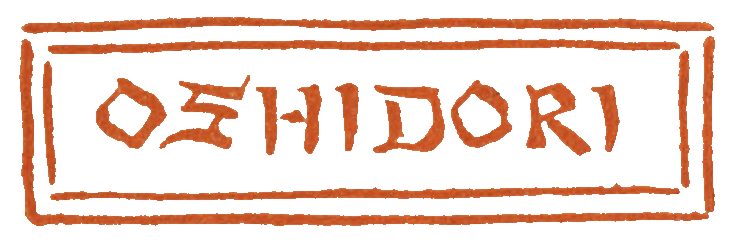

『おしどり』（Oshidori）は、日本の各地に伝わるオシドリの伝説。また、それを原型として書かれた小泉八雲の短編小説。短編集「怪談」に収録されている。

## あらすじ
ある時、主人公が赤沼でおしどりを見つけ、これを狩る。するとその夜、夢の中で美女が現れて「なぜ夫を殺したのか」と泣きながら主人公を責める。
翌日、主人公がおしどりを狩った場所に行ってみると、雌のおしどりが主人公に向かって近づいてきて、目の前で自分の体を引き裂いて死んでしまう。主人公は出家して僧になる。

## 原典
同様の伝説が日本の各地に伝わる他、今昔物語集にも同様の話がみられる。
小泉八雲の「怪談」に収録されたものは陸奥国田村の郷という地名が書いてあることから、福島県郡山市中田町赤沼、あるいは秋田県横手市大雄赤沼に伝わるもののいずれかが原型と思われる。
無住の「沙石集」に収録されたものは下野国アソ沼という地名があり、栃木県宇都宮市の求喰沼（あさりぬま）または同県佐野市の安蘇沼（あそぬま）に比定する。ただしアソ沼を求喰沼と解釈するには無理があることから、宇都宮説を郷土史家は否定的に見ている。
その他、千葉県八千代市・富里市、長野県伊那市などにもほぼ同様の話が伝わる。

## 塚などが残る場所

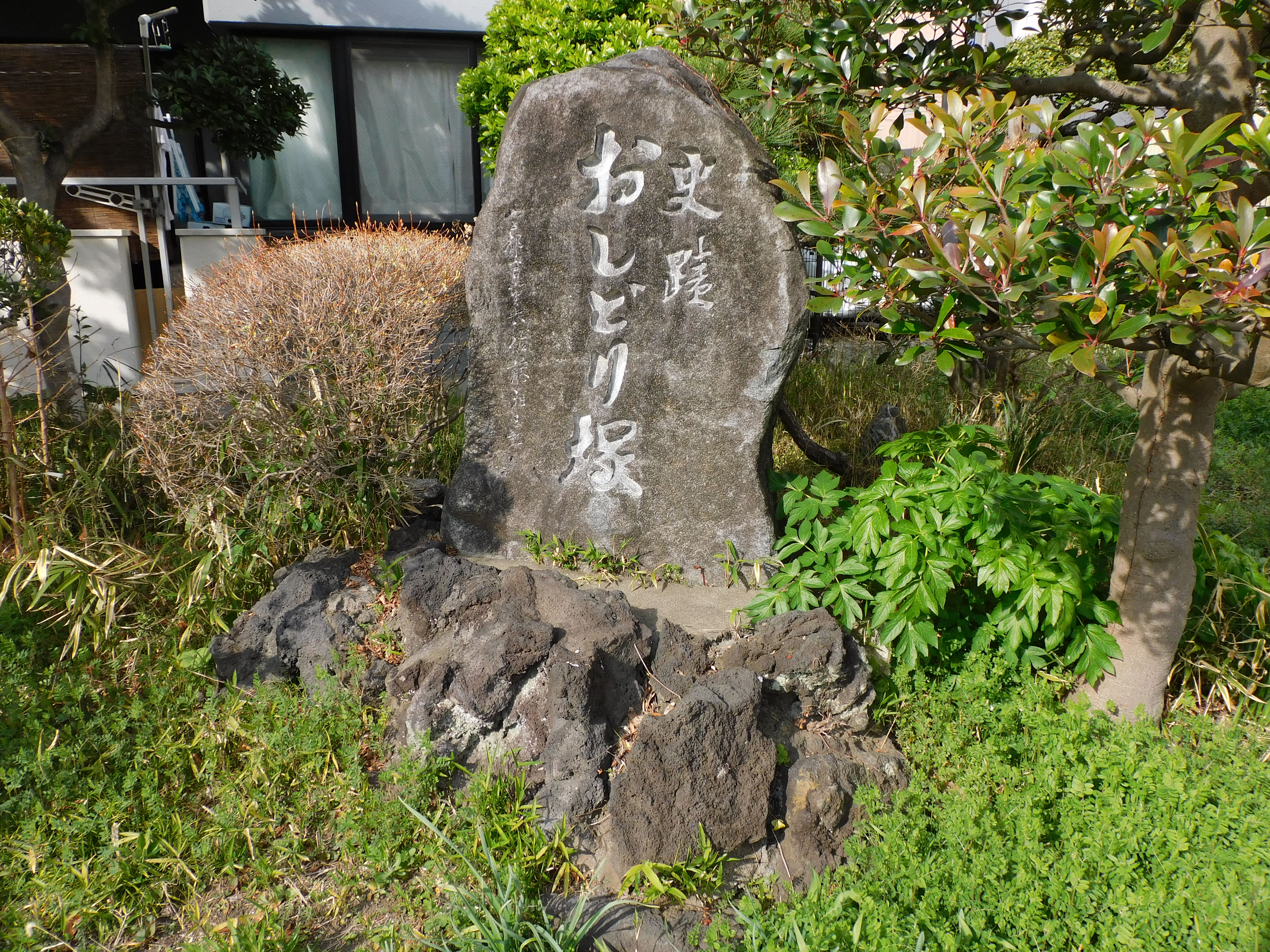
おしどり塚（栃木県宇都宮市）

- 福島県郡山市中田町赤沼字杉並（北緯37度22分15.5秒 東経140度25分16秒 / 北緯37.370972度 東経140.42111度）
- 栃木県宇都宮市一番町（おしどり塚児童公園）
- 栃木県佐野市
  - 浅沼町（八幡宮境内の「おしどり塚歌碑」）[3]
  - 黒袴町（おしどり塚）[7]
- 千葉県八千代市村上（正覚院）
- 長野県伊那市富県貝沼（真菰ヶ池跡）

## 伝説を題材とした作品
- 毎日放送『まんが日本昔ばなし』「おしどり塚」（1982年4月3日放送）[8]：演出・作画は芝山努、ナレーションは市原悦子[8]。宇都宮の昔話として取り上げられた[8]。僧となった元猟師が戦場を渡り歩いて、大将に戦を辞めるように諫める話を付加している[8]。
- とちぎテレビ『テレビ民話語り』第1回②「おしどり塚」[9]（初回は2012年1月放送[10]）：語りは郡司紀子、絵はけんしろう。